# ノースカロライナ州会議事堂
ノースカロライナ州会議事堂（ノースカロライナしゅうかいぎじどう、North Carolina State Capitol）は、アメリカ合衆国ノースカロライナ州の州都ローリーに立地する議事堂。このギリシア復古様式の議事堂はイシール・タウンとアレクサンダー・ジャクソン・デイビスが設計したもので、1833年に建設が始まり、7年後の1840年に完成した。1888年までは、ノースカロライナ州政府全体がこの議事堂内に置かれていた。ノースカロライナ州最高裁判所もかつては議事堂内にあったが、1940年にノースカロライナ州司法府の庁舎が完成し、移転した。1963年まではノースカロライナ州議会の議場があったが、その後州議会の議場は1ブロック北に隣接して建てられたノースカロライナ州立法府内に移転した。1969年には、副知事室が数ブロック離れたノース・ブラウント通り沿いに建てられた。その結果、現在では州知事室のみが残っている。
ノースカロライナ州会議事堂は1970年には国家歴史登録財に、また1973年には国定歴史建造物に指定されている。